# 안심사 (완주군)
안심사(安心寺)는 전북특별자치도 완주군에 있는 사찰로, 대한불교조계종 소속이다.

## 역사
638년 (선덕여왕 7년) 자장 율사가 세웠다고 알려져 있다.
전쟁 중이던 1950년 10월 1일 대한민국 육군 8사단에 의해 절 건물 전체가 소각되었다. 절 건물은 3일동안 불탔다고 한다.

## 소장 문화유산
- 완주 안심사 금강계단 (보물 제1434호)
- 완주 안심사 사적비 (전북특별자치도 유형문화유산 제110호)
- 완주 안심사 소장 동종 (전북특별자치도 유형문화유산 제205호)
- 완주 안심사 부도군 (전북특별자치도 문화유산자료 제186호)